# Sucesos de Aldeadávila
Los sucesos de Aldeadávila es el nombre con el que el escritor y geólogo salmantino Daniel H. Barreña denomina a una serie de eventos que ocurrieron a lo largo de 1987 en el municipio de Aldeadávila de la Ribera (Salamanca), como muestra del rechazo de la población al proyecto IPES. Esta instalación, confundida con un cementerio nuclear, fue un fallido laboratorio experimental que el gobierno quiso desarrollar en las galerías subterráneas de la central hidroeléctrica de Aldeadávila.

## El proyecto IPES
En 1987 el gobierno central de España quiso entrar a formar parte de un proyecto de la Comunidad Económica Europea con el que se pretendía estudiar la respuesta de diferentes rocas a fuentes externas de radiactividad. El enclave español propuesto fue Aldeadávila de la Ribera, concretamente las galerías subterráneas de su central hidroeléctrica, excavadas en un gran y profundo macizo granítico. Otros proyectos similares, pero en otras rocas, fueron el Hades Underground Laboratory en Bélgica y el proyecto Asse en Alemania, para estudiar arcillas y rocas evaporíticas respectivamente.
El proyecto IPES fue desarrollado a finales de 1986 por la Empresa Nacional de Residuos Radiactivos, S.A. (ENRESA), con apoyo de Iberduero, responsable de a gestión de la central hidroeléctrica, que entre 1983 y 1986 había sufrido varios trabajos de ampliación para instalar un segundo grupo de turbinas.
A pesar de que las autoridades insistieron en varias ocasiones en que el laboratorio no era peligroso y que no era un cementerio nuclear, el miedo de la sociedad a que estuvieran siendo engañados llevó al rechazo unánime al proyecto IPES, que tuvo que ser cancelado antes de su puesta en marcha.

## El secuestro del 2 de abril

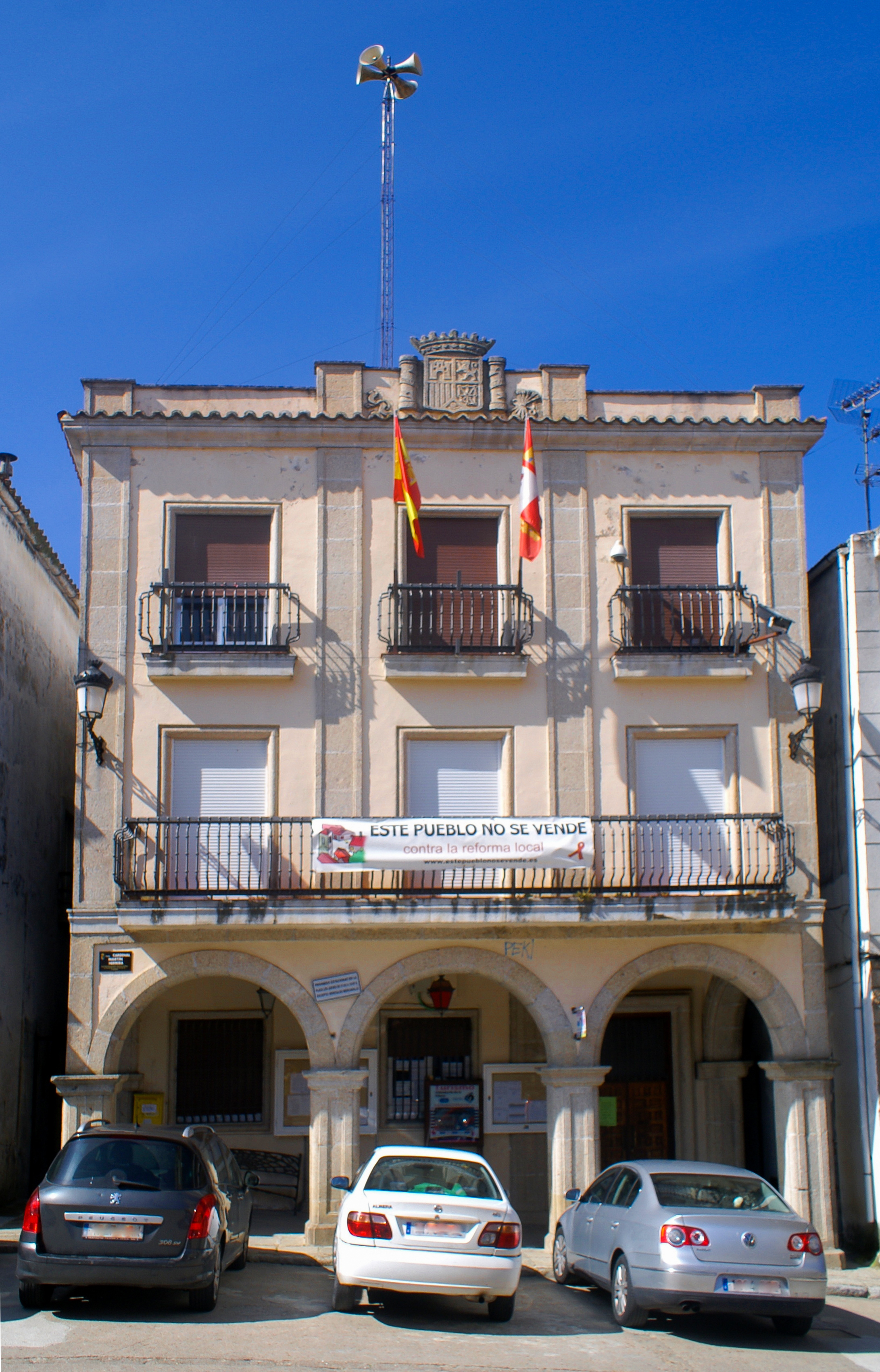
Fachada del ayuntamiento de Aldeadávila, donde Luis Calvo Rengel fue secuestrado por la población del municipio.

Cuando se descubrió la existencia del proyecto a principios de febrero de 1987, la población de la comarca de las Arribes del Duero no tardó en mostrar su disconformidad. Se creó la Coordinadora Antinuclear del Bajo Duero para organizar manifestaciones y otros eventos que se produjeron en diferentes localidades, y muchos municipios se declararon zonas libres de radiactividad para poder negar el tránsito de camiones con material radiactivo. También se produjeron varios ataques a trabajadores que revisaban las líneas de alta tensión o desarrollaban la cartografía nacional y que tuvieron que abandonar por las amenazas recibidas. Estos actos reivindicativos en contra del proyecto IPES tocaron techo en abril de 1987, tan solo un año después del accidente de Chernóbil.
La noche del 2 de abril de 1987, sobre las 11 de la noche, el vicepresidente segundo de la Diputación de Salamanca, Luis Calvo Rengel, se desplazó a los dos municipios más importantes de la región que estaban en manos de su partido (PSOE). Su intención era llevar las actas de la última reunión de la diputación que demostrasen el unánime rechazo al proyecto IPES. Primero se acercó a Villarino de los Aires, donde entregó una copia en persona al alcalde, y después llegó a Aldeadávila de la Ribera, donde la corporación municipal estaba reunida. Después de una breve conversación con los concejales, Calvo Rengel intentó salir del edificio, pero en la planta baja se encontró con un grupo de varios jóvenes que le detuvieron y lo arrastraron hasta una de las salas de la planta baja.
Pocos minutos después del inicio del secuestro empezaron a sonar las campanas de la iglesia y la mayoría de la población de Aldeadávila se acercó al edificio del ayuntamiento. A lo largo de la noche lo hicieron también personas de todos los pueblos de la región, la Guardia Civil y algunos periodistas de Televisión Española. Esa noche hubo gritos, insultos y amenazas de muerte, pero nunca se llegó a las manos.
El 3 de abril, sobre las doce del mediodía, se convocó una multitudinaria manifestación a la que asistieron cerca de 14.000 personas, según algunas fuentes. Luis Calvo Rengel, que estaba allí por su oposición personal a la energía nuclear, pidió encabezar la manifestación, pero fue persuadido por el riesgo que suponía para su salud. La manifestación empezó y terminó en la plaza donde se encuentra el ayuntamiento, y acabó con breves discursos de diversas personas, entre ellas el propio vicepresidente, que recibió insultos y abucheos.
Durante el día empezaron a correr varios rumores de que el gobierno iba a intentar liberar a Calvo Rengel por la fuerza. Una comitiva se desplazó hasta Salamanca para negociar con el Gobernador civil sin éxito. Al final del día había varias barricadas en las calles de Aldeadávila y los municipios de los alrededores, como Masueco y La Zarza de Pumareda, cortaron las carreteras de acceso para impedir que nadie que no fuera conocido pudiera desplazarse hasta Aldeadávila.
A la 1:40 de la madrugada, después de varios intenos infructuosos por parte de la Guardia Civil, las fuerzas de la Policía Nacional irrumpieron en el ayuntamiento de Aldeadávila. Muchos jóvenes rodearon el edificio y atacaron a la policía con piedras y dejaron heridos a varios agentes, pero no impidieron la liberación de Luis Calvo después de 30 horas de secuestro.

## Sucesos posteriores
El 10 de junio de 1987 se celebraron elecciones municipales y autonómicas a las Cortes de Castilla y León. Durante las semanas previas a la campañana electoral se intentó un segundo secuestro en Vitigudino, esta vez al diputado Ciriaco de Vicente, que no tuvo éxito.
En septiembre de ese mismo año, ciudadanos de Aldeadávila sustrajeron explosivos de un viejo polvorín de las obras de la central y volaron una torreta de alta tensión como forma de presión para que el Gobierno renunciase de una vez al proyecto IPES.

## Consecuencias
Durante los sucesos de Aldeadávila se infringió la ley en varias ocasiones, pero nunca hubo consecuencias legales. Durante la investigación judicial que se abrió por el secuestro producido en Aldeadávila, Luis Calvo Rengel no identificó a ninguna de las personas implicadas y la causa tuvo que archivarse sin encontrar culpables. Del mismo modo, algunos de los alcaldes de los diferentes pueblos se negaron a hablar e incluso fueron encadenados, de manera simbólica, en sus propios ayuntamientos. Nunca se ha sabido quiénes fueron los que iniciaron el secuestro ni quiénes derribaron con explosivo la torreta del tendido eléctrico.
Sin embargo, los sucesos de Aldeadávila sí que tuvieron repercusiones políticas. El Partido Socialista Obrero Español fue duramente castigado en las elecciones de 1987, en las que perdió la mayoría de alcaldías de la provincia de Salamanca (entre ellas las de Aldeadávila y Salamanca) y la presidencia de la Junta de Castilla y León, que pasó a manos de José María Aznar (AP) gracias a un pacto con Carlos Sánchez-Reyes (CDS).
El 16 de octubre de 1987, tras cerca de 9 meses de intensas movilizaciones y actos de diversa naturaleza, el Consejo de Ministros aprobó la cancelación oficial del proyecto IPES alegando problemas de financiación.

## Cultura popular
El secuestro de Luis Calvo Rengel y las movilizaciones asociadas en contra del proyecto IPES son el eje central de la novela IPES, del geólogo y escritor salmantino Daniel H. Barreña.